# Jättesköldlav
Jättesköldlav (Cetrelia cetrarioides) är en lavart som först beskrevs av Dominique François Delise och fick sitt nu gällande namn av W. L. Culb. & C. F. Culb. 
Cetrelia cetrarioides ingår i släktet Cetrelia och familjen Parmeliaceae.   Inga underarter finns listade i Catalogue of Life.
I den svenska databasen Dyntaxa används istället namnet Cetrelia olivetorum för samma taxon.  Arten är reproducerande i Sverige.

## Källor

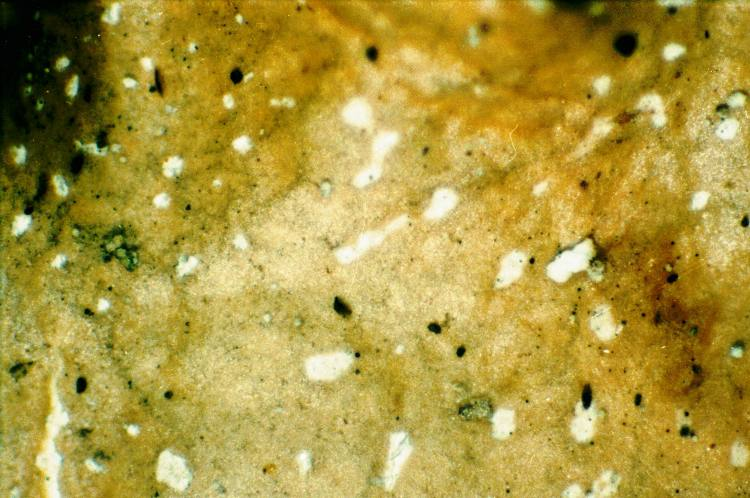
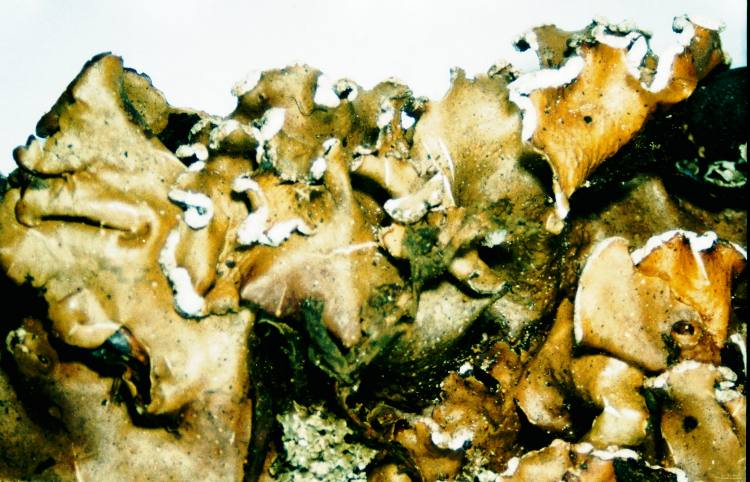
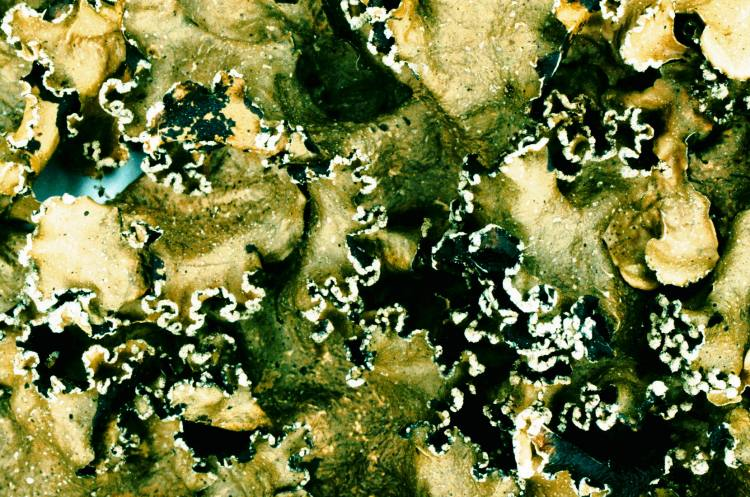